# 莎伽陀
莎伽陀（しゃがた、梵語：Sāgata サーガタ、音写：娑竭陀、沙竭陀、修伽陀、茶竭 等他、訳：善来、海）は、釈迦仏の弟子の一人である。

## 出身
舎衛城（シュラバスティー）のバラモンに生まれた。また、コーサンビーの Sumsumāragira（失収摩羅山）下の長者 Bodha（浮図）の子ともいう。過去の不善のために薄運に生まれ、彼の居る所はことごとく財を失う。追々にして家産が傾くが故に Durāgata 悪来と呼ばれて、追われて食を得ずして放浪した。彼には姉がいて、祇園精舎を寄進した給孤独長者（スダッタ）の息子に嫁いだ。姉の家に行くも入れられず、乞食して苦悩するのを釈尊が見て憐れみ、出家せしめたという（有部毘奈耶42）。仏弟子となってからは悪来の名を転じて善来と呼ばれるようになった。

## 前世
彼は前世、沙門の姿を見て「醜い」として罵ったために、今生において苦難を受けたという（仏五百弟子自説本起経）。

## 経歴
かつて釈迦仏の侍者となり、彼はよく火界三昧の神通を以って十方を普く照らしたといい、Bhaddavatika 邑の附近にて龍を下したり、Sonna-Kollivīsa（ソーナ (僧)） に伴われて王舎城（ラージャガハ)に来た8万人の村人に、仏の命により神変を示すなど、神通を有していたといわれる。またCeti（支提国）のBhaddavatika において毒龍を降し、コーサンビーに赴き人々から供養された酒を飲み酔って臥す。仏はこれにより飲酒は波逸提なりと制戒したといわれる。